# Belaugh
Belaugh – wieś w Anglii, w hrabstwie Norfolk, w dystrykcie Broadland. Leży 12 km na północny wschód od Norwich i 170 km na północny wschód od Londynu.
Miejscowość liczy 105 mieszkańców.